# Планти
Планти́ (фр. Planty) — коммуна во Франции, находится в регионе Шампань — Арденны. Департамент — Об. Входит в состав кантона Марсийи-ле-Эйе. Округ коммуны — Ножан-сюр-Сен.
Код INSEE коммуны — 10290.
Коммуна расположена приблизительно в 120 км к юго-востоку от Парижа, в 95 км юго-западнее Шалон-ан-Шампани, в 32 км к западу от Труа.

## Население
Население коммуны на 2008 год составляло 189 человек.
| 1962 | 1968 | 1975 | 1982 | 1990 | 1999 | 2008 |
| ---- | ---- | ---- | ---- | ---- | ---- | ---- |
| 236  | 256  | 217  | 177  | 144  | 168  | 189  |

## Администрация
| Период | Период | Фамилия       | Партия | Примечания |
| ------ | ------ | ------------- | ------ | ---------- |
| 1977   | 2001   | Режин Морисса |        |            |
| 2001   | 2008   | Поль Шентрье  |        |            |
| 2008   |        | Андре Рюбодо  |        |            |

## Экономика
В 2007 году среди 99 человек в трудоспособном возрасте (15—64 лет) 68 были экономически активными, 31 — неактивными (показатель активности — 68,7 %, в 1999 году было 63,2 %). Из 68 активных работали 61 человек (39 мужчин и 22 женщины), безработных было 7 (3 мужчины и 4 женщины). Среди 31 неактивных 4 человека были учениками или студентами, 12 — пенсионерами, 15 были неактивными по другим причинам.

## Фотогалерея
- Планти
- Церковь
- Памятник погибшим в Первой мировой войне
- Карта коммуны